# Rally de Cantabria de 2018
El Rally de Cantabria de 2018, oficialmente 39.º Rallye Blendio Santander-Cantabria, fue la 39.ª edición y la novena ronda de la temporada 2018 del Campeonato de España de Rally. Se celebró del 19 al 20 de octubre y contó con un itinerario de once tramos sobre asfalto que sumaban un total de 157,88 km cronometrados.
La lista de inscritos estaba formada por 81 equipos entre los que destacaba la presencia del francés Bryan Bouffier con un Ford Fiesta R5, del exciclista Óscar Freire con un Kia pro_cee'd GT, la ausencia de José Antonio Suárez que decidió no participar para centrarse en el Rally de Cataluña, acción que lo descartaba definitivamente de la lucha por el título, que de esta manera quedaría entre Iván Ares y Miguel Ángel Fuster, y de Ángel Paniceres que hizo debutar al Kia Rio N5.
Miguel Ángel Fuster, a bordo de su Ford Fiesta R5 fue el vencedor y dominador de la prueba, prácticamente líder de principio a fin solo presionado por el Hyundai i20 R5 de Iván Ares que, aunque logró marcar el scratch en cinco tramos, no logró recortar la distancia en menos de ocho segundos con lo que fue segundo finalmente. Tercero fue el francés Bryan Bouffier que terminó a más de dos minutos de la cabeza. Cuarto fue Pernía con el segundo Hyundai y quinto Joan Vinyes con el Suzuki Swift Sport R+ N5. 
Días antes de la celebración del rally, un piloto cuyo nombre no transcendió, fue pillado realizando reconocimientos ilegales. El Colegio de Comisarios Deportivos, a través de un comunicado informó que no realizaría ningún tipo de sanción al considerar que «no se había podido demostrar la veracidad de los hechos».

## Itinerario
| Día   | Tramo | Nombre          | Distancia | Hora  | Ganador             | Tiempo  | Líder               |
| ----- | ----- | --------------- | --------- | ----- | ------------------- | ------- | ------------------- |
| Día 1 | TC1   | Karting La Roca | 2,60 km   | 19:11 | Iván Ares           | 1:54.3  | Iván Ares           |
| Día 2 | TC2   | Villacarriedo   | 11,59 km  | 8:42  | Miguel Ángel Fuster | 7:25.3  | Miguel Ángel Fuster |
| Día 2 | TC3   | Barcenilla-Vega | 16,18 km  | 9:01  | Miguel Ángel Fuster | 10:19.5 | Miguel Ángel Fuster |
| Día 2 | TC4   | Villacarriedo   | 11,59 km  | 11:25 | Iván Ares           | 7:17.8  | Miguel Ángel Fuster |
| Día 2 | TC5   | Barcenilla-Vega | 16,18 km  | 11:44 | Miguel Ángel Fuster | 10:10.6 | Miguel Ángel Fuster |
| Día 2 | TC6   | Solares         | 6,48 km   | 15:18 | Iván Ares           | 4:26.0  | Miguel Ángel Fuster |
| Día 2 | TC7   | Arredondo       | 21,69 km  | 15:37 | Miguel Ángel Fuster | 14:16.1 | Miguel Ángel Fuster |
| Día 2 | TC8   | San Roque-Saro  | 21,70 km  | 16:18 | Miguel Ángel Fuster | 13:13.5 | Miguel Ángel Fuster |
| Día 2 | TC9   | Solares         | 6,48 km   | 18:40 | Iván Ares           | 4:24.3  | Miguel Ángel Fuster |
| Día 2 | TC10  | Arredondo (TC+) | 21,69 km  | 18:59 | Miguel Ángel Fuster | 14:11.8 | Miguel Ángel Fuster |
| Día 2 | TC11  | San Roque-Saro  | 21,70 km  | 19:40 | Iván Ares           | 13:28.6 | Miguel Ángel Fuster |

## Clasificación final
| Pos. | Piloto              | Copiloto            | Automóvil                | Tiempo    | Diferencia |
| ---- | ------------------- | ------------------- | ------------------------ | --------- | ---------- |
| 1.   | Miguel Ángel Fuster | Ignacio Aviñó       | Ford Fiesta R5           | 1:41:22.6 | 0.0        |
| 2.   | Iván Ares           | José Antonio Pintor | Hyundai i20 R5           | 1:41:41.7 | +19.1      |
| 3.   | Bryan Bouffier      | Cathy Derousseaux   | Ford Fiesta R5           | 1:43:40.1 | +2:17.5    |
| 4.   | Surhayen Pernía     | Rogelio Peñate      | Hyundai i20 R5           | 1:44:48.5 | +3:25.9    |
| 5.   | Joan Vinyes         | Jordi Mercader      | Suzuki Swift Sport R+ N5 | 1:44:50.3 | +3:27.7    |
| 6.   | Javier Pardo        | Adrián Pérez        | Suzuki Swift Sport R+ N5 | 1:44:54.2 | +3:31.6    |
| 7.   | Adrián Díaz         | Andrea Lamas        | Ford Fiesta N5           | 1:49:55.1 | +8:32.5    |
| 8.   | Daniel Peña         | Rául Pérez          | Citroën DS3 R3T          | 1:51:35.2 | +10:12.6   |
| 9.   | Daniel Martínez     | Javier Soto         | Citroën DS3 R3T          | 1:52:36.2 | +11:13.6   |
| 10.  | Alberto Monarri     | Rodrigo Sanjuan     | Abarth 124 Rally R-GT    | 1:53:09.7 | +11:47.1   |